# Hayat (deutsch-türkische Zeitschrift)
Hayat (von arabisch حياة, DMG ḥayāh „Leben“) war die erste türkische Zeitschrift in deutscher Sprache und wurde 1998 in Hamburg gegründet.
Die Zeitschrift erschien im April 1998 erstmals, ab Oktober 1998 bundesweit im Zweimonatsrhythmus mit einer Auflage von 10 000 Exemplaren zu einem Verkaufspreis von drei Mark. Sie wandte sich in erster Linie an junge Deutschtürken. Die Themen reichten von Popmusik, Mode, politischen Reportagen bis zu Sport- und Vereinsberichterstattung. Die erste Ausgabe machte mit einem Interview mit der 18-jährigen deutschtürkischen Sängerin Betül Gök auf.  Die 24-jährige Herausgeberin von Hayat, Tanya Zeran, äußerte 1999 über die Motivation der Herausgabe eines solchen Magazins: „Wenn man die deutschen Magazine durchblättert, hat man das Gefühl, es gibt uns überhaupt nicht“ Hayat wurde schon vor 2001 eingestellt.
Nach dem Vorbild von Hayat gründeten sich weitere deutschsprachige Zeitungen für junge Deutschtürken wie Etap in Berlin und Perşembe, die jedoch innerhalb kurzer Zeit wieder eingestellt wurden.
Für einige Soziologen zeugten Unternehmungen, wie die Gründung dieser Zeitschriften, die u. a. auch mit Themen wie Homosexualität unter türkischen Migranten titelten, für eine transnationale innerstädtische Modernität deutscher Großstädte.